# Fagraea eymae
Fagraea eymae är en gentianaväxtart som beskrevs av Backer apud Leenh.. Fagraea eymae ingår i släktet Fagraea och familjen gentianaväxter. Inga underarter finns listade i Catalogue of Life.